# Ahmad al-Shukeiri

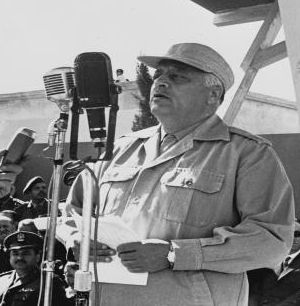
Ahmad al-Shukeiri (1965)

Ahmad al-Shukeiri (أحمد الشقيري, DMG Aḥmad aš-Šuqayrī, geboren 1908 in Tibnin, Libanon; gestorben am 26. Februar 1980 in Amman, Jordanien) war ein palästinensischer Politiker, der Gründer und erste Vorsitzende der Palästinensischen Befreiungsorganisation (PLO). Zuvor war er stellvertretender Generalsekretär der Arabischen Liga, saudi-arabischer Staatssekretär für UNO-Angelegenheiten und saudi-arabischer Botschafter bei den Vereinten Nationen (UNO) gewesen.

## Kindheit und Jugend
Ahmad al-Shukeiri wurde 1908 in Tibnin im Südlibanon geboren. Sein Vater Asad al-Shukeiri stammte aus Akko und lebte im osmanischen Dienst als islamischer Rechtsgelehrter und Abgeordneter zeitweilig außerhalb Palästinas; seine Mutter war türkischer Herkunft. Nachdem seine Eltern sich scheiden ließen, kam Ahmad al-Shukeiri als Kleinkind mit seiner Mutter nach Tulkarm, wo sie bei seinem Onkel Qassam al-Shukeiri unterkamen. Qassam al-Shukeiri war Finanzbeamter in der Stadt. Ahmad al-Shukeiris Mutter heiratete einen Post- und Telegrafenbeamten. Al-Shukeiri ging in Tulkarm zur Schule. Im Jahr 1916 starb seine Mutter an Cholera. Ahmad al-Shukeiri beschrieb sein Leben in Tulkarm später in einem Buch (أربعون عامًا في الحياة العربية والدولية).
Während seiner Schulzeit erlebte er die Schlachten des Ersten Weltkrieges in Tulkarm; als die Kämpfe sich intensivierten, war er gezwungen, seine Ausbildung an der Amiri-Schule in Akka fortzusetzen. 1926 schloss er in Jerusalem die Mittelschule ab und ging zum Studium an die Amerikanische Universität Beirut.

## Erste politische Betätigung
Während des Studiums in Beirut intensivierten die Kontakte von al-Shukeiri zur Arabischen Nationalbewegung; er wurde ein aktives Mitglied der Vereinigung al-Urwa al-Wuthqa. Ein Jahr später wurde er von der Universität relegiert, da er eine große Demonstration an der Universität gegen die französische Präsenz im Libanon angeführt hatte. 1927 wurde er von den französischen Behörden aus dem Libanon ausgewiesen.
Al-Shukeiri kehrte an die juristische Fakultät in Jerusalem zurück und arbeitete gleichzeitig als Redakteur für die Zeitung Mirat al-Sharq. Nach dem Studienabschluss setzte er seine Ausbildung in der Kanzlei des Anwalts Awni Abd al-Hadi fort, einem der Gründer der Unabhängigkeitspartei in Palästina. Dort kam er in Kontakt mit Revolutionären aus Syrien, die nach Palästina geflüchtet waren.
Von 1936 bis 1939 nahm al-Shukeiri an der Großen Palästinensischen Revolution teil. Als Anwalt verteidigte er palästinensische Gefangene vor britischen Gerichten. Im September 1937 nahm er an der Bloudan-Konferenz in Rif Dimaschq teil. Aufgrund der Verfolgung durch die britischen Behörden verließ er Palästina und ging nach Ägypten. 1940, als sein Vater starb, kehrte er wieder nach Palästina zurück, ließ sich dort nieder und gründete eine Anwaltskanzlei.
Als ein Netzwerk Arabischer Büros in mehreren ausländischen Hauptstädten gegründet wurde, wurde al-Shukairi zunächst zum Direktor des Arabischen Informationsbüros in Washington ernannt; danach wurde er Direktor des Zentralen Arabischen Informationsbüros in Jerusalem, dem er bis zur palästinensischen Nakba im Jahr 1948 vorstand. Danach ging er in den Libanon und ließ sich in Beirut nieder.

## Arbeit bei der UNO
Da al-Shukeiri die syrische Staatsbürgerschaft hatte und über reiche Erfahrung verfügte, machte die syrische Regierung ihn 1949/1950 zum Mitglied ihrer Delegation bei den Vereinten Nationen. Danach kehrte al-Shukeiri nach Kairo zurück, wo er bis 1957 stellvertretender Generalsekretär der Arabischen Liga war.
Das Königreich Saudi-Arabien ernannte ihn zum Staatssekretär für UNO-Angelegenheiten sowie zum permanenten Botschafter Saudi-Arabiens bei den Vereinten Nationen. Während seiner Tätigkeit bei der UNO konzentrierte sich al-Shukeiri auf die Verteidigung der palästinensischen Sache und auf Angelegenheiten des Maghreb.
Nach dem Tod von Ahmad Hilmi Abd al-Baqi (Ahmad Hilmi Pasha), dem palästinensischen Vertreter bei der Arabischen Liga, wurde al-Shukeiri von den arabischen Präsidenten und Königen ausgewählt, diesen Posten zu übernehmen.

## Gründung der PLO
Bei der Arabischen Gipfelkonferenz 1964 in Kairo, die vom ägyptischen Präsidenten Gamal Abdel Nasser einberufen wurde, wurde die Palästinensische Befreiungsorganisation (PLO) gegründet, und die Konferenz beauftragte Ahmad al-Shukeiri, den Vertreter Palästinas, die Palästinenser zu kontaktieren und einen Bericht für den nächsten Arabischen Gipfel zu verfassen. Al-Shukeiri besuchte die arabischen Staaten und kontaktierte die Palästinenser, die dort lebten. Auf diesen Reisen entstanden Entwürfe für die Nationalcharta und für das Statut der PLO, und es wurde beschlossen, eine Palästinensische Generalversammlung abzuhalten. Al-Shukeiri stellte die Vorbereitungskomitees für die Versammlung zusammen, die jeweils Kandidaten für die erste Versammlung vorschlugen.
Vom 28. März bis 2. Juni 1964 trat der erste Palästinensische Nationalrat zusammen. Dabei wurde al-Shukeiri zum Vorsitzenden gewählt und die PLO gegründet. Auf der zweiten Arabischen Gipfelkonferenz am 5. September 1964 präsentierte al-Shukeiri seinen Bericht über die Gründung der PLO, in dem er die militärischen und organisatorischen Aspekte der Befreiung Palästinas und die Mobilisierung dafür betonte. Die Konferenz nahm den Bericht an und beschloss, die PLO finanziell zu unterstützen.
Al-Shukeiri widmete sich der Arbeit im Exekutivkomitee der PLO in Jerusalem, legte die Grundlagen für die Tätigkeit und Regeln der Organisation, leitete die Gründung ihrer Abteilungen und Niederlassungen in arabischen und anderen Ländern sowie den Aufbau militärischer Strukturen unter dem Namen »Palästinensische Befreiungsarmee«.
Bei der zweiten Sitzung des Palästinensischen Nationalrates vom 31. Mai bis 4. Juni 1965 in Kairo präsentierte al-Shukeiri einen Bericht über die Tätigkeit des Exekutivkomitees. Danach trat er als Vorsitzender des Nationalrates zurück; seine Stellung als Vorsitzender des Exekutivkomitees der PLO wurde verlängert, und er erhielt das Recht, die Mitglieder des Exekutivkomitees zu ernennen.

## Arabischer Gipfel in Khartum
Nach der Niederlage im Junikrieg 1967 fand am 29. August 1967 der Arabische Gipfel in Khartoum statt. Al-Shukeiri leitete die palästinensische Delegation, der auch Said al-Saba’ und Schafiq al-Hout angehörten. Der Gipfel wurde später als der »Gipfel der ›Drei Nein‹« bekannt.
Die »Drei Nein« (Nein zum Frieden mit Israel, Nein zur Anerkennung Israels, Nein zu Verhandlungen mit Israel), die Losung für die lange Periode des Konfliktes zwischen den Palästinensern und den Israels, bis Jassir Arafat 1993 die Oslo-Abkommen unterzeichnete werden sollte, wird dem Auftreten von Ahmad al-Shukeiri, Said al-Saba’ und Schafiq al-Hout beim Arabischen Gipfel in Khartoum 1967 zugeschrieben.
Al-Shukeiri verlas im Namen der PLO ein Memorandum, das folgende Elemente enthielt:
1. Keine Versöhnung und keine Koexistenz mit Israel.
2. Keine Verhandlungen und keine Anerkennung der vorhergehenden Besatzung (d. h. der Besetzung palästinensischen Landes im Jahr 1948).
3. Keine Zustimmung zu einem Übereinkommen, das der palästinensischen Sache schaden oder zu ihrer Vernichtung führen würde.
4. Keine Aufgabe des Gazastreifens, des Westjordanlandes und des Gebietes al-Hama, wobei der arabische Charakter Jerusalems betont wird.
5. Im Rahmen internationaler Kontakte innerhalb und außerhalb der Vereinten Nationen wird kein arabisches Land unilateral einer »Lösung« der Palästinafrage zustimmen.
6. Andauernder Fokus auf die Palästinafrage auf arabischer und internationaler Ebene. Es handelt sich zwar um eine arabische Schicksalsfrage, doch die Palästinenser haben das Vorrecht als Besitzer in ihrem Heimatland und die Entscheidung über sein Schicksal.

Die Konferenz stimmte jedoch nur den ersten drei Punkten zu. Al-Shukeiri schlug im Namen der PLO auch Resolutionen über die Erfüllung der finanziellen Verpflichtungen der arabischen Staaten gegenüber der PLO und der Befreiungsarmee vor, damit diese ihrer Verantwortung für die Organisierung der palästinensischen Bevölkerung nachkommen kann. Es wurde beschlossen, in den arabischen Ländern in Zusammenarbeit mit der PLO Ausbildungslager für Palästinenser einzurichten und eine Befreiungssteuer von den Palästinensern einzuheben.
Nachdem der Gipfel den Vorschlag ablehnte, dass keine arabisches Land unilateral eine »Lösung« der Palästinafrage akzeptieren sollte, verließ al-Shukeiri mit seiner Delegation den Gipfel und verweigerte die Zustimmung zum Resolutionsentwurf.

## Rücktritt
Beim Gipfel in Khartum 1967 kam es zu Meinungsverschiedenheiten zwischen al-Shukeiri und den Führern der arabischen Staaten. Er machte sie für den Verlust der verbliebenen palästinensischen Gebiete (Westjordanland und Gazastreifen) verantwortlich. Während der Auseinandersetzung sagte Schafiq al-Hout leise zu Said al-Sabaa: »Es sieht so aus, als wäre unser Freund am Ende, er hat keine Verbündeten mehr. Was wird von al-Shukeiri nach dieser Auseinandersetzung mit dem Großteil der arabischen Führer noch bleiben?« Während der heftigen Auseinandersetzungen im Versammlungsraum beobachtete eine Brigade des Mossad, getarnt als Journalisten, die palästinensische Delegation und andere Teilnehmer.
Nach dem Gipfeltreffen begann eine Protestkampagne und innerhalb des Exekutivkomitees wurden Stimmen für al-Shukeiris Rücktritt auf, die sich am 14. Dezember 1967. Schließlich forderten sieben Mitglieder des Exekutivkomitees (Yahya Hammouda, Nimr al-Masri, Bahjat Abu Gharbiya, Osama al-Naqib, Wajih al-Madani, Yusif Abdel-Rahim und Abdel-Khaliq Yaghmur) al-Shukeiri in einem Memorandum »aufgrund der Art und Weise seiner organisatorischen Tätigkeit« zum Rücktritt auf und verkündeten ihren eigenen Rücktritt. Am 19. Dezember 1967 reagierte al-Shukeiri und nahm ihren Rücktritt an. Am folgenden Tag trat auch Abdul Majid Shuman vom Palästinensischen Nationalfonds zurück, womit acht der fünfzehn Mitglieder aus dem Exekutivkomitee ausgetreten waren, und kurz danach forderten auch die Fatah und die Volksfront für die Befreiung Palästinas (PDFLP) al-Shukeiris Rücktritt.
Al-Shukeiri sah sich gezwungen, am 24. Dezember 1967 eine Sitzung aller Mitglieder des Exekutivkomitees im Hauptquartier der PLO in Kairo unter seinem Vorsitz einzuberufen, doch er weigerte sich, seinen Rücktritt in diesem Gremium einzureichen und erklärte: »Ich stehe hier im Namen des Volkes und ich biete dem palästinensischen Volk meinen Rücktritt an.« Am folgenden Tag hielt er eine Rede, in der er als PLO-Vorsitzender zurücktrat, worauf das Exekutivkomitee bis zur nächsten Generalversammlung interimistisch Yahya Hammouda zum Vorsitzenden ernannte. Al-Shukeiri erklärte seinen Rücktritt mit seinem »Problem mit den arabischen Königen und Präsidenten, mit denen ich nicht zusammenarbeiten kann, doch man kann auch nicht ohne sie arbeiten – das ist das Problem.« Er meinte, dass die ägyptische Presse eine Rolle bei seinem Rücktritt spielte. Er schickte seine Rücktrittserklärung an den Generalsekretär der Arabischen Liga.
Al-Shukeiris Rücktritt war ein schwerer Schlag für seine Familie und die Gründergeneration der PLO. Hier nahm die sogenannte Strömung des arabischen Nationalismus ihren Ausgang, die später eine eigene Fraktion bildete und al-Shukeiri sowie den Palästinensern vorwarf, eine fiktive palästinensische Organisation zu bilden, deren politische Linie von oben, d. h. von den arabischen Regimes vorgegeben werde, doch tatsächlich hatte die PLO unter seinem Vorsitz ihre nationalen Konstanten bewahrt und war keinen Zentimeter von ihnen abgerückt. Al-Shukeiris Nachfolger waren ihm feindlich gesinnt und beschuldigten ihn der Fahrlässigkeit; nur einen Monat nach al-Shukeiris Rücktritt begannen sie, von seinem Projekt der Befreiung Palästinas ohne jegliche Abstriche abzurücken und friedliche »Lösungen« der Palästinafrage vorzuschlagen, die der Herangehensweise und der Politik der von al-Shukeiri gegründeten Organisation widersprachen.
Die gravierendste Veränderung des nationalen Programmes der PLO fand unter dem Einfluss und der Dominanz der Fatah-Bewegung von Januar 1968 bis zum Jahr 1971 statt. Fatah nahm die Vorstellung an, einen demokratischen Staat in Palästina zu schaffen, in dem Araber und Juden zusammenleben sollten. Damit gab die PLO ihre Position der Ablehnung der Präsenz der jüdischen Einwanderer in Palästina auf, die sie unter al-Shukeiri noch als rassistisch und kolonialistisch bezeichnet hatte. Die Umorientierung wurde mit dem Streben nach Anerkennung in der internationalen öffentlichen Meinung und nach Unterstützung durch politische Kräfte und Parteien weltweit begründet.
Kurz nachdem Yahya Hamouda die Führung der PLO übernommen hatte, wurde ihm eine Aussage zugeschrieben, über die in der libanesischen Zeitung an-Nahar am 3. Januar 1968 berichtet wurde: »Wir müssen den Tatsachen ins Auge sehen und dürfen nicht das Unmögliche verlangen. Wir sagen den Juden – selbst jenen, die nach 1948 nach Palästina gekommen sind: Wenn ihr wirklich Frieden und Koexistenz wünscht, dann befreit euch vom Zionismus als politischer Bewegung und als starrer, rassistischer und konfessioneller Ideologie. Akzeptiert es, mit den Arabern gemeinsam in einem palästinensisch-jüdischen arabischen Staat zu leben, in dem jede Bevölkerungsgruppe ihre Rechte und Teilhabe hat. … Alles ist möglich. Wenn die israelischen Juden sich weigern, den Zionismus aufzugeben, dann müssen wir Palästina nach Recht und Wahrheit teilen. Ein Teil Palästinas hat bekanntlich seit jeher den Arabern gehört, in diesem Teil haben unsere Vorfahren gelebt, hier sind sie gestorben und begraben. Dieser Teil ist unsere Heimat und unser geistiges und kulturelles Erbe, hier sind unsere Häuser, unser Land, unsere Arbeit. Niemand hatte das Recht, uns dieses Eigentum wegzunehmen, das ein Teil von uns ist, und es einem anderen Volk zu übergeben, das auf der Suche nach einer Heimat ist, da die Juden Opfer der Verfolgung der Nazis gewesen sind. Nun ist es vollbracht, und es wäre absurd, von den Juden verlangen, in ihre ursprünglichen Herkunftsländer zurückzukehren. Wenn sie in Palästina bleiben wollen ohne den Zionismus aufzugeben, dann sollten wir ihnen jene Teile Palästinas überlassen, die vor 1948 nicht bestellt wurden; jene Teile des Landes, die sie den Arabern weggenommen haben, müssen sie uns zurückgeben; ansonsten wird es einen dauerhaften Konflikt mit ungewissem Ausgang geben. Glauben Sie mir, ich bin durch und durch ein Demokrat und ein wahrer Unterstützer des Friedens. Dessen ungeachtet ist es mir unmöglich, die vollendeten Tatsachen, die Israel derzeit präsentiert, zu akzeptieren.«
Im Januar 1968 gaben Jassir Arafat und die Fatah-Bewegung die Losung aus, das Ziel sei ein weltlicher, demokratischer Staat in Palästina, und dies sei eine fortschrittliche und menschliche Lösung für die Probleme der Palästinenser und der Israelis. Der gefährlichste Aspekt dieser »Lösung« ist jedoch, dass sie aufgrund der Interessen der früheren und der neuen jüdischen Präsenz in Palästina von den Zielen der PLO abweicht. Diese Abweichung wurde als frühes Anzeichen des Eindringens von später als »gemäßigt« bezeichneten Positionen innerhalb der PLO, eine Richtung, die innerhalb der Führung der Organisation an Zustimmung gewinnen sollte. Sie sollten sich als Problem erweisen, und es gab eine gegenseitige Befruchtung von Vorstellungen und Positionen, die letztlich darin übereinstimmten, nicht nur der Resolution 242 des UN-Sicherheitsrates zu widersprechen, sondern auch der Weigerung, mit Israel zu verhandeln – mit den bekannten Folgen.

## Freischaffender Autor
Nach seinem Rücktritt nahm al-Shukeiri keine offizielle Stellung mehr an; er lebte die meiste Zeit in seinem Haus in Kairo und widmete sich dem Schreiben, hielt intellektuelle Seminare in seinem Haus ab, und als der ägyptische Präsident Muhammad Anwar Sadat den Friedensvertrag zwischen Ägypten und Israel unterzeichnete, übersiedelte er aus Protest von Kairo nach Tunis.

## Tod
Einige Monate nach seiner Übersiedlung nach Tunesien erkrankte al-Shukeiri und wurde in das Al-Hussein-Krankenhaus in Amman gebracht, wo er am 25. Februar 1980 im Alter von 72 Jahren starb. Er wurde entsprechend seinem letzten Willen am Friedhof Abu Ubaidah Amr bin al-Jarrah im Jordantal beigesetzt, drei Kilometer von der Grenze zu Palästina entfernt.

## Werke (Auswahl)
Al-Shukeiri verfasste zahlreiche Bücher über den arabischen Raum und die Palästinafrage.
- „من القدس إلى واشنطن“ (Von Jerusalem nach Washington), 1947.
- „أربعون عاماً في الحياة العربية والدولية“ (Vierzig Jahre des arabischen und internationalen Lebens), 1969.
- „حوار وأسرار مع الملوك والرؤساء“ (Gespräche und Geheimnisse mit Königen und Präsidenten), 1970.
- „من القمة إلى الهزيمة، مع الملوك والرؤساء“ (Vom Gipfel zur Niederlage mit Königen und Präsidenten), 1970.
- „على طريق الهزيمة، مع الملوك والرؤساء“ (Auf dem Weg zur Niederlage mit Königen und Präsidenten), 1972.
- „الهزيمة الكبرى مع الملوك والرؤساء“ (Die Große Niederlage mit Königen und Präsidenten), 1973.
- „علم واحد وعشرون نجمة“ (Eine Fahne mit einundzwanzig Sternen), 1977.
- „صفحات من القضية العربية“ (Seiten der arabischen Sache), 1979.